# Museum Tromp's Huys
Museum Tromp's Huys is een museum in de plaats Oost-Vlieland op het waddeneiland Vlieland in de Nederlandse provincie Friesland.

## Beschrijving
In het Tromp's Huys hebben enkele commissarissen van de Admiraliteit gewoond. Het museum is gevestigd in een rijksmonument. De collectie bevat:
- Kunst van Betzy Akersloot-Berg (ook vroegere bewoonster).
- Zilver-, foto- en klokkencollectie.
- Zeekaarten en scheepsmodellen.
- Informatie over de geschiedenis van het eiland, zoals het verdwenen dorp West-Vlieland, de walvisvaart en het schip de Lutine.
- Informatie over de ontdekkingsreiziger Willem de Vlamingh.
- Informatie over de auteur J. Slauerhoff.